# Donald Kagan
Donald Kagan (Kuršėnai, 1º maggio 1932 – Washington, 6 agosto 2021) è stato uno storico statunitense specializzato nell'antica Grecia, famoso per la sua storia della guerra del Peloponneso in 4 volumi.
Prima del pensionamento, ha insegnato presso il Dipartimento di Storia della Cornell University. Kagan è considerato tra i più importanti studiosi di storia greca antica. In una recensione su The New Yorker, così si espresse il critico George Steiner a proposito dell'influente opera di Kagan sulla guerra del Peloponneso: «Forte è la tentazione di proclamare i quattro volumi di Kagan come la più importante opera storica prodotta in Nord America in questo secolo».

## Biografia
Nato in una famiglia ebrea di Kuršėnai, Kagan è cresciuto nel quartiere di Brownsville a Brooklyn (New York), dove la sua famiglia emigrò quando aveva due anni, poco dopo la morte di suo padre. Si laureò al Brooklyn College nel 1954, ha ricevuto una laurea alla Brown University nel 1955 e un dottorato presso l'Ohio State University nel 1958.
Nel 2002, il National Endowment for the Humanities (NEH) ha assegnato a Donald Kagan la National Humanities Medal e lo ha scelto per pronunciare la Jefferson Lecture del 2005, che il NEH definisce "la più alta onorificenza che il governo federale conferisce per le migliori conquiste intellettuali nelle scienze umane". La Jefferson Lecture di Kagan era dedicata al tema della "Difesa della storia": ha sostenuto che la storia è di primaria importanza nello studio delle discipline umanistiche.
Fino al suo pensionamento nel 2013, Kagan è stato "Sterling Professor" di Antichità classiche e Storia all'Università Yale, un riconoscimento riservato solo a pochi e affermati studiosi di Yale. Il suo corso su "Le origini della guerra" è stato uno dei più seguiti dell'università per 25 anni. Successivamente, ha insegnato "Introduzione alla storia greca antica" e seminari di livello superiore sulla storia e la civiltà classica incentrati su argomenti che spaziano da Tucidide all'egemonia spartana.

### Posizioni politiche
Dapprima liberal-democratico, col tempo ha modificato il proprio orientamento politico verso posizioni conservatrici. Secondo Jim Lobe, citato da Craig Unger, la disaffezione di Kagan per liberalismo è maturata nel 1969, quando la Cornell University esercitò pressioni per avviare un programma di Black Studies da parte di alcuni militanti armati di pistola, che si impossessarono della Willard Straight Hall: "Vedere gli amministratori dimostrare tutto il coraggio di Neville Chamberlain ha avuto un forte impatto su di me, e sono diventato molto più conservatore".
Nel 1991 "tenne un discorso epocale alla classe di laureandi" di Yale che - destando scalpore ed accuse di razzismo - è stato considerato una previsione degli effetti perniciosi della cancel culture: «lo dico senza imbarazzo da immigrato della Lituania, un piccolo paese ai margini dell'Occidente: che strano che si scelga questo momento per dichiarare la civiltà occidentale irrilevante, non necessaria e persino malvagia, quando la cultura occidentale è il più potente paradigma al mondo».
Fu uno dei primi firmatari della Dichiarazione di Principi del 1997 formulata dal Progetto per un nuovo secolo americano, un 'think tank' neoconservatore. Alla vigilia delle elezioni presidenziali del 2000, insieme a suo figlio Frederick Kagan pubblicò While America Sleeps, in cui si perorava la causa di un aumento della spesa militare.

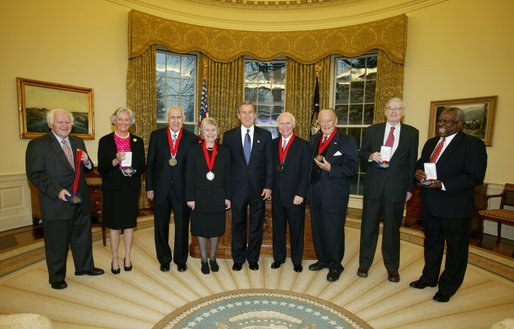
I vincitori della National Humanities Medal con George W. Bush nello studio ovale nel 2003 (Kagan è il terzo da sinistra)

## Famiglia
Kagan è vissuto a New Haven, nel Connecticut. È stato sposato con Myrna Kagan, storica e autrice di Vision in the Sky: New Haven's Early Years, 1638-1784. Ha avuto due figli, Robert e Frederick, entrambi noti scrittori; la moglie di Robert Kagan è Victoria Nuland, portavoce del Dipartimento di Stato degli Stati Uniti d'America, mentre la moglie di Frederick Kagan è Kimberly Kagan, nota studiosa di storia militare, fondatrice e presidentessa dell'Institute for the Study of War.

## Cariche rivestite
- 1987-1988: Direttore vicario di Athletics all'Università Yale
- 1989-1992: Preside dello Yale College

## Opere
- The Great Dialogue: A History of Greek Political Thought from Homer to Polybius, New York, Free Press, 1965.
- The Outbreak of the Peloponnesian War, Ithaca, Cornell University Press, 1969, ISBN 0-8014-0501-7.
- The Archidamian War, Ithaca, Cornell University Press, 1974, ISBN 0-8014-0889-X.
- The Peace of Nicias and the Sicilian Expedition, Ithaca, Cornell University Press, 1981, ISBN 0-8014-1367-2.
- The Fall of the Athenian Empire, Ithaca, Cornell University Press, 1987, ISBN 0-8014-1935-2.
- Pericles of Athens and the Birth of Democracy, New York, The Free Press, 1991, ISBN 0-684-86395-2.
- On the Origins of War and the Preservation of Peace, New York, Doubleday, 1995, ISBN 0-385-42374-8.
- Kagan, Donald and Kagan, Frederick, While America Sleeps, New York, St. Martin's Press, 2000, ISBN 0-312-20624-0.
- Kagan, Donald, Craig, Albert M., Graham, William A., Ozment, Steven, and Turner, Frank M., The Heritage of World Civilizations, 2000.
- Kagan, Donald, Ozment, Steven, and Turner, Frank M., The Western Heritage, New York, Prentice Hall, 2003, ISBN 0-13-182839-8.
- The Peloponnesian War, New York, Viking Press, 2003, ISBN 0-670-03211-5.
- Thucydides: The Reinvention of History, New York, Viking Press, 2009, ISBN 0-670-02129-6.
- Men of Bronze: Hoplite Warfare in Ancient Greece, Princeton University Press, 2013, ISBN 978-14-008-4630-6.

### Edizioni italiane
- Pericle di Atene e la nascita della democrazia, a cura di Rodolfo Montuoro, Collezione Saggi.Nuova serie, Milano, Arnoldo Mondadori Editore, 1991, ISBN 88-04-34395-8.
- La guerra del Peloponneso. La storia del più grande conflitto della Grecia classica, traduzione di Massimo Parizzi, Collezione Le Scie, Milano, Mondadori, 2006, ISBN 88-04-52667-X.